# Vic Gonsalves
Victor Albert "Vic" Gonsalves (Cirebon, 20 d'octubre de 1887 - Amsterdam, 29 d'agost de 1922) va ser un jugador de futbol amateur neerlandès. Entre 1906 i 1923 va jugar 86 partits amb l'HBS Craeyenhout. Va ser sobrenomenat "de Prins" (el príncep) i reconegut com a bon migcampista amb una passada decent.
Va debutar internacionalment amb els Països Baixos el 1909 a Bèlgica, en un partit que els holandesos van guanyar per 1–4. Un mes després jugar-hi el seu segon partit en una derrota a casa per 4-0 contra Anglaterra. El seu tercer i últim partit va ser una derrota per 3-2 contra Bèlgica el 1910. Gonsalves va formar part de l'equip olímpic neerlandès que va guanyar la medalla de bronze al torneig de 1908; tanmateix, com que era jugador suplent i no va jugar cap partit, no li van donar medalla.
Va patir problemes de salut i va morir als 34 anys.